# Bickgraben
Der Bickgraben ist ein Bach auf der Papenteicher Hochfläche mit einem etwa 10 km² großen Einzugsgebiet nördlich der Stadt Braunschweig. Der Bach mündet in Groß Schwülper von rechts in die Oker und gehört zum Flusssystem der Weser.

## Geographie

### Verlauf
Der Bach entsteht am westlichen Ortsrand von Vordorf und fließt vorwiegend in westsüdwestliche Richtung. Er passiert Eickhorst nördlich, wird vor Lagesbüttel von der in Ost-West-Richtung verlaufenden Kreisstraße 58 überquert und teilt sich wenig später in zwei geradlinig verlaufende Arme. Diese vereinen sich in der Ortslage von Lagesbüttel, wo die Kreisstraße 56 den Bach kreuzt. Am östlichen Ortsrand von Groß Schwülper ist das Ufer baumbestanden und in einen Spielplatz und eine parkartige Anlage eingebunden. Außer einem Teich auf der Südseite des Baches gibt es noch ein naturnah gestaltetes Regenrückhaltebecken für die Siedlung Dösskamp auf der Nordseite, das mit dem Bachverlauf verbunden ist. Der Bickgraben fließt weiter durch den Ortskern, südlich der Kirche entlang und erreicht nahe der Landesstraße 321 die Oker.

## Flora und Fauna
Der Bickgraben ist ein stark ausgebautes und begradigtes Gewässer, das zudem künstlich vertieft wurde. Er läuft größtenteils durch stark landwirtschaftlich genutztes Ackerland und dient hier als Entwässerungsgraben. Die Ackerfläche reicht häufig direkt bis an die Böschungskante. In einigen Bereichen wurde damit begonnen, Bäume an den Ufern anzupflanzen. Diese können den Bach aber bisher weder ausreichend beschatten noch erreichen die Wurzeln die Wasserkante. Dadurch verkrautet der Bach im Sommer regelmäßig und fällt häufig für einige Zeit trocken.
Der Gewässergrund besteht vorwiegend aus Kies und Schlamm. Der Gewässergütebericht des Landes Niedersachsen stuft den Bach als mäßig belastet (Güteklasse II) ein. Durch die zeitweise Austrocknung des Baches ist auch die Fauna betroffen. Nur 15 % der gefundenen Arten konnten eindeutig als Fließwasserorganismen klassifiziert werden. Insgesamt finden sich trotzdem noch 4 Tierarten die auf der Roten Liste des Landes Niedersachsen geführt werden:
- eine Unterart der Köcherfliegen
- zwei Unterarten Schmalwasserkäfer
- eine Unterart der Blasenschnecken

## Galerie

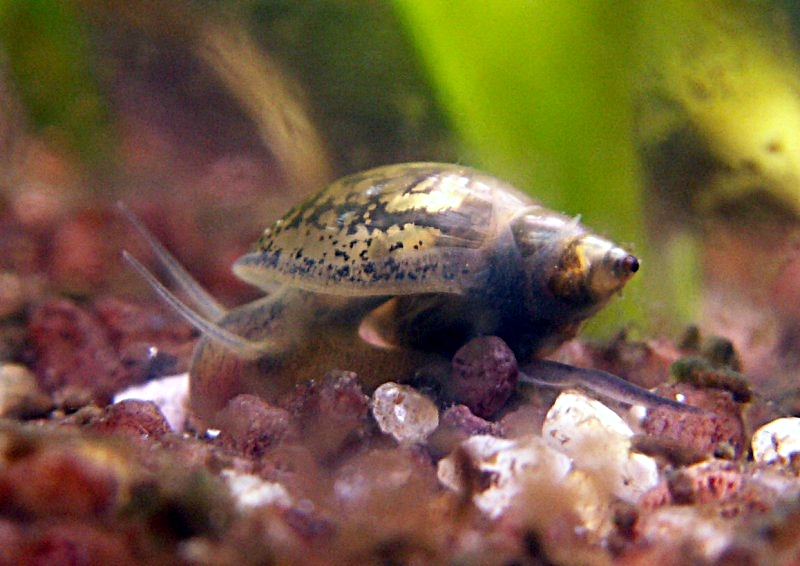
Blasenschnecken
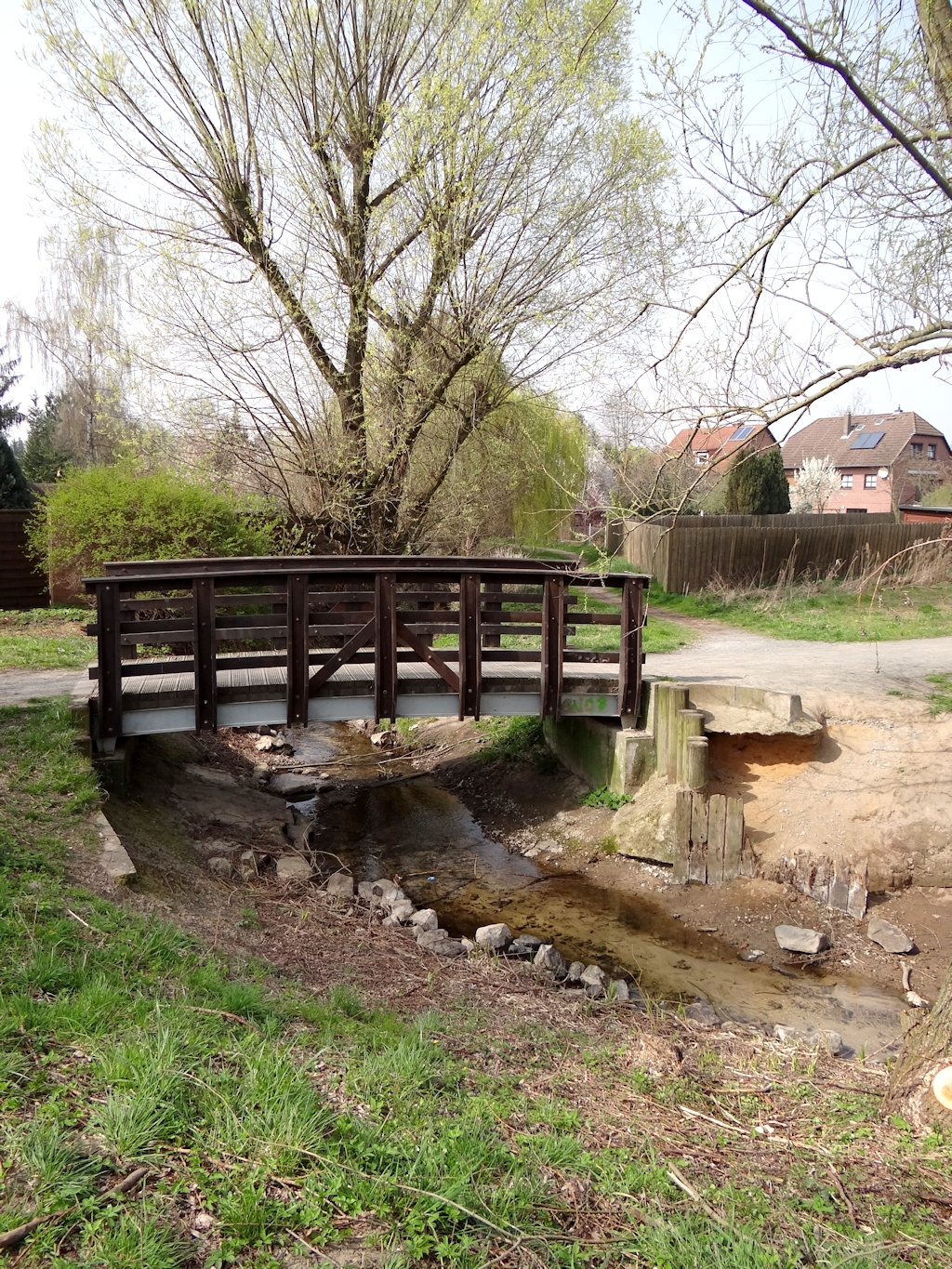
Bickgraben Brücke in Groß Schwülper
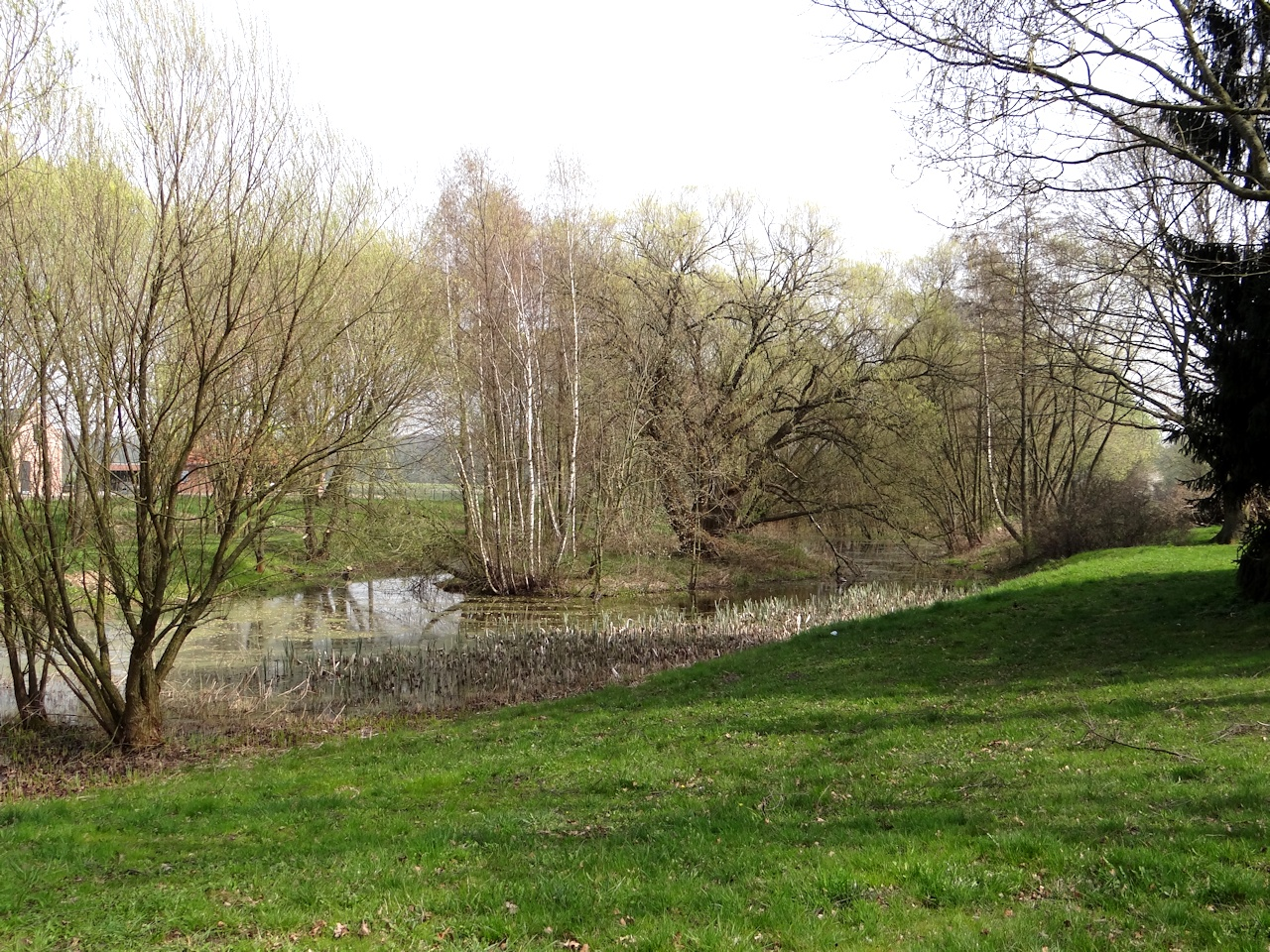
Bickgraben Erweiterungsfläche in Groß Schwülper